# Крул, Тим
Ти́моти Михаэ́л Крул (нидерл. Timothy Michael Krul; род. 3 апреля 1988[…], Гаага), более известный как Тим Крул (нидерл. Tim Krul, нидерландское произношение: [ˈtɪm ˈkrʏl]) — нидерландский футболист, вратарь. Выступал за сборную Нидерландов.

## Клубная карьера

### «Ньюкасл Юнайтед»
Тим Крул начал свою карьеру в родном городе, в клубе АДО Ден Хааг, но клуб не согласился заключить с ним профессиональный контракт, и Крул перешёл в английский клуб «Ньюкасл Юнайтед», с которым подписал трёхлетний контракт. Он выступал за сборную Нидерландов до 17 лет на чемпионат Европы в Тоскане в мае 2005 года, позже стал основным вратарём сборной до 21 года. Первый матч за основной состав «Ньюкасла» сыграл на предсезонных сборах против ПСВ 29 июля 2006 года. Встреча завершилась поражением «Ньюкасла».
После того как основной вратарь «Ньюкасла» Шей Гивен получил травму, Крул начал попадать в заявку. Дебют Тима Крула в официальном матче состоялся 2 ноября 2006 года. Это был выездной матч Кубка УЕФА против «Палермо». Крул несколько раз выручил свою команду, отстояв в итоге «на ноль», и получил очень хорошие отклики в прессе.
Крул получил небольшую травму колена ещё в разминке перед встречей с «Палермо», а затем усугубил повреждение перед игрой против «Уотфорда». Потребовалось провести две операции, что вывело его из строя на полгода. Крул восстановился после травмы только в апреле 2007 года.
12 июня 2007 года он подписал новый контракт с «Ньюкаслом». В том же месяце он принял участие в чемпионате Европы среди молодёжных команд и в составе сборной Нидерландов одержал победу и право на участие в летних Олимпийских играх 2008 года.
8 августа 2009 года Крул вернулся в «Ньюкасл» в качестве резервного вратаря. Он дебютировал в первом же матче сезона против «Вест Бромвича», выйдя на замену в перерыве вместо получившего травму Стива Харпера. После этого матча The Guardian назвала его «отличным резервным вратарём». Позже он сыграл полный матч на Кубок Футбольной лиги против «Хаддерсфилд Таун», в котором победил «Ньюкасл». В июле 2010 Тим Крул подписал новый 4-летний контракт с «Ньюкаслом».
18 сентября 2010 года Крул дебютировал в Премьер-лиге, выйдя на замену в выездном матче против «Эвертона», и сумел отстоять «на ноль».

#### «Фалкирк»
В августе 2007 года Крул перешёл в шотландский «Фалкирк» на правах аренды. Первоначальный срок аренды предполагал его возвращение 2 января 2008 года, однако позднее, после нескольких успешных матчей, был продлён до конца сезона. Уже на следующий день он дебютировал в «Фалкирке», клуб одержал «сухую» победу 4:0 над «Гретной».
Позже, во встречах с «Селтиком» и «Рейнджерс», он пропустил 4 и 7 мячей соответственно. 2 января 2008 года в первый раз в своей профессиональной карьере в матче против «Килмарнока» Крул был удалён с поля за ответ на грубую игру со стороны соперника. Вскоре после этого он получил вывих плеча во время матча Кубка Шотландии против «Абердина» и в результате пропустил остаток сезона.

#### Дальнейшая карьера
21 ноября 2008 года Крул был отдан в месячную аренду в «Карлайл Юнайтед» в качестве замены ушедшему в «Тоттенхэм Хотспур» Бену Олнвику. Аренда была продлена ещё на месяц, и Крул вернулся в «Ньюкасл» в январе.
В январе 2017 года был отдан в аренду в АЗ до конца сезона.
31 августа 2017 года Крул перешёл в «Брайтон и Хоув Альбион» на правах аренды. 19 сентября он дебютировал в клубе в третьем раунде Кубка Лиги против «Борнмута». 20 сентября 2017 года заключил постоянный контракт на один год.
24 июля 2018 Крул в статусе свободного агента заключил двухлетний контракт с клубом «Норвич Сити».
17 августа 2023 года перешёл в «Лутон Таун».

## Международная карьера
Тим Крул выступал за сборную Нидерландов на чемпионате мира среди юношей в Перу в 2005 году. Также он представлял Нидерланды на Toulon Tournament 2008 года, был основным вратарём молодёжной сборной в отборочном турнире чемпионата Европы.
4 июня 2011 года Тим Крул дебютировал в составе сборной Нидерландов в товарищеской встрече со сборной Бразилии. Игра завершилась со счётом 0:0, Крул провёл на поле все 90 минут. В следующем матче, против Уругвая 8 июня в Монтевидео, Крулу удавалось сохранять ворота в неприкосновенности до 82 минуты, когда вратарь не справился с ударом Луиса Суареса. Эта встреча также завершилась вничью — 1:1.
5 июля 2014 года он вышел в самом конце экстратайма четвертьфинального матча чемпионата мира против сборной Коста-Рики вместо Яспера Силлессена и в серии пенальти, благодаря своей реакции, угадал направления всех пяти ударов и отразил два из них. Голландия вышла в полуфинал.
10 октября 2015 года вышел на поле в стартовом составе в матче квалификации Евро-2016 против сборной Казахстана вместо Яспера Силлессена, который получил травму на разминке. Ни разу не пропустив, на 81-й минуте матча Крул неудачно встал на ногу после прыжка, повредил своё колено и был заменён на Йеруна Зута. Матч закончился победой «оранье» 2:1, а на следующий день официальный сайт «сорок» сообщил о том, что у голкипера диагностирован разрыв крестообразных связок правого колена. Он пропустил остаток сезона и выбыл из заявки сборной на Евро-2016. В итоге Нидерланды сенсационно провалили отборочный турнир и впервые с 1984 года не попали в финальную часть чемпионата. В марте 2021 года сыграл три матча отбора к чемпионату мира 2022.

## Статистика

### Матчи Крула за сборную Нидерландов
| Матчи Крула за сборную Нидерландов | Матчи Крула за сборную Нидерландов | Матчи Крула за сборную Нидерландов | Матчи Крула за сборную Нидерландов | Матчи Крула за сборную Нидерландов | Матчи Крула за сборную Нидерландов |
| ---------------------------------- | ---------------------------------- | ---------------------------------- | ---------------------------------- | ---------------------------------- | ---------------------------------- |
| №                                  | Дата                               | Соперник                           | Счёт                               | Пропущено голов                    | Соревнование                       |
| 1                                  | 4 июня 2011                        | Бразилия                           | 0:0                                | —                                  | Товарищеский матч                  |
| 2                                  | 8 июня 2011                        | Уругвай                            | 1:1                                | 1                                  | Кубок Конфратернидад 2011          |
| 3                                  | 26 мая 2012                        | Болгария                           | 1:2                                | 2                                  | Товарищеский матч                  |
| 4                                  | 7 сентября 2012                    | Турция                             | 2:0                                | —                                  | Чемпионат мира 2014 (отбор)        |
| 5                                  | 6 февраля 2013                     | Италия                             | 1:1                                | 1                                  | Товарищеский матч                  |
| 6                                  | 5 июля 2014                        | Коста-Рика                         | 0:0 (4:3 пен.)                     | —                                  | Чемпионат мира 2014                |
| 7                                  | 12 ноября 2014                     | Мексика                            | 2:3                                | 3                                  | Товарищеский матч                  |
| 8                                  | 10 октября 2015                    | Казахстан                          | 2:1                                | —                                  | Чемпионат Европы 2016 (отбор)      |
| 9                                  | 7 октября 2020                     | Мексика                            | 0:1                                | 1                                  | Товарищеский матч                  |
| 10                                 | 15 ноября 2020                     | Босния и Герцеговина               | 3:1                                | 1                                  | Лига наций УЕФА 2020/2021          |
| 11                                 | 18 ноября 2020                     | Польша                             | 2:1                                | 1                                  | Лига наций УЕФА 2020/2021          |
| 12                                 | 24 марта 2021                      | Турция                             | 2:4                                | 4                                  | Чемпионат мира 2022 (отбор)        |
| 13                                 | 27 марта 2021                      | Латвия                             | 2:0                                | —                                  | Чемпионат мира 2022 (отбор)        |
| 14                                 | 30 марта 2021                      | Гибралтар                          | 7:0                                | —                                  | Чемпионат мира 2022 (отбор)        |
| 15                                 | 2 июня 2021                        | Шотландия                          | 2:2                                | 2                                  | Товарищеский матч                  |

Итого: 15 матчей / пропущено 16 голов; 6 побед, 4 ничьи, 5 поражений.

## Достижения

### Командные
«Ньюкасл Юнайтед»
- Победитель Чемпионата Футбольной лиги: 2009/10

«Норвич Сити»
- Победитель Чемпионата Футбольной лиги: 2018/19

Сборная Нидерландов
- Чемпион Европы среди молодёжных команд: 2007
- Бронзовый призёр чемпионата мира 2014

### Личные
- Игрок месяца английской Премьер-лиги: ноябрь 2013